# ヨウ化パラジウム(II)
ヨウ化パラジウム(II)(Palladium(II) iodide)は、パラジウムとヨウ素からなる無機化合物で、化学式はPdI2である。塩化パラジウム(II)ほど一般的ではないが市販されており、パラジウム化学の出発点の1つとなっている。
かつては、ヨウ化パラジウム(II)として沈殿させることにより、サンプル中のパラジウム量を重量測定で決定していた。塩化物や臭化物と異なり、ヨウ化パラジウム(II)は過剰量のヨウ素にそれほど溶解しない。

## 性質
ヨウ化パラジウム(II)自体は水に不溶であるが、過剰量のヨウ素が存在すれば、PtI42-アニオンを形成するため、溶解する。溶液中では、いくつかの有機反応の触媒として働く。